# Coelioxys dispersa
Coelioxys dispersa är en biart som beskrevs av Cockerell 1911. Coelioxys dispersa ingår i släktet kägelbin, och familjen buksamlarbin. Inga underarter finns listade i Catalogue of Life.